# Samuel S. Stratton
Samuel Studdiford Stratton (* 27. September 1916 in Yonkers, New York; † 13. September 1990 in Rockville, Maryland) war ein US-amerikanischer Politiker. Zwischen 1959 und 1989 vertrat er den Bundesstaat New York im US-Repräsentantenhaus.

## Werdegang
Samuel Stratton wurde während des Ersten Weltkrieges im Westchester County geboren. Ungefähr drei Monate nach seiner Geburt zog die Familie nach Schenectady. Er besuchte öffentliche Schulen in Schenectady und Rochester sowie die Blair Academy in Blairstown (New Jersey). 1937 graduierte er an der University of Rochester, 1938 am Haverford College und 1940 an der Harvard University. Er war dann zwischen 1940 und 1942 Chefsekretär des Kongressabgeordneten Thomas H. Eliot aus Massachusetts.
Am 26. Juni 1942 trat er als Ensign in die United States Naval Reserve an. Er diente als Naval Combat Intelligence Officer im Southwest Pacific Area im Stab von General Douglas MacArthur. 1946 schied er als Lieutenant aus dem aktiven Dienst aus. Ihm wurde zweimal der Bronze Star mit Combat V verliehen. Am Ende des Krieges verhörte er den japanischen Oberbefehlshaber General Tomoyuki Yamashita auf den Philippinen, der später als Kriegsverbrecher wegen des Massakers von Manila aufgehängt wurde.
Zwischen 1946 und 1948 diente er als Deputy Secretary-General in der Far Eastern Commission in Washington, D.C. Er wurde 1949 zum City Councilman in Schenectady gewählt und 1953 wiedergewählt – eine Stellung, die er bis 1956 innehatte. Während dieser Zeit berief man ihn 1951 in den aktiven Marinedienst zurück mit dem Dienstgrad eines Lieutenant Commander. Er diente bis 1953 als Ausbilder an der Naval Intelligence School in Washington D.C. Dann hielt er den Dienstgrad als Captain in der United States Naval Reserve. Zwischen 1950 und 1955 saß er in der Schenectady Municipal Housing Authority und hielt dort 1951 den Vorsitz. Er war zwischen 1956 und 1959 Bürgermeister von Schenectady. Ferner saß er im Board of Trustees an der University of Rochester. Zwischen 1957 und 1958 war er zugelassener Vertreter bei der First Albany Corporation. Politisch gehörte er der Demokratischen Partei an.
Bei den Kongresswahlen des Jahres 1958 für den 86. Kongress wurde Stratton im 32. Wahlbezirk von New York in das US-Repräsentantenhaus in Washington, D.C. gewählt, wo er am 4. Januar 1959 die Nachfolge von Bernard W. Kearney antrat. Er wurde einmal wiedergewählt. 1962 kandidierte er im 35. Distrikt von New York für den 88. Kongress. Nach einer erfolgreichen Wahl trat er am 4. Januar 1963 die Nachfolge von R. Walter Riehlman an. Er wurde drei Mal in Folge wiedergewählt. Bei den Kongresswahlen des Jahres 1970 wählte man ihn im 29. Wahlbezirk von New York in den 92. Kongress. Er trat am 4. Januar 1971 die Nachfolge von Daniel E. Button an. 1972 kandidierte er im 28. Bezirk von New York für den 93. Kongress. Nach einer erfolgreichen Wahl trat er am 4. Januar 1973 die Nachfolge von Hamilton Fish IV an. Er wurde vier Mal in Folge wiedergewählt. Bei den Kongresswahlen des Jahres 1982 wählte man ihn im 23. Wahlbezirk von New York in den 97. Kongress, wo er am 4. Januar 1983 die Nachfolge von Peter A. Peyser antrat. Er wurde zwei Mal in Folge wiedergewählt. Da er auf einer erneuten Wiederwahlkandidatur 1988 verzichtete, schied er nach dem 3. Januar 1989 aus dem Kongress aus.
Er war in Potomac ansässig, verstarb allerdings am 13. September 1990 in Rockville. Sein Leichnam wurde auf dem Nationalfriedhof Arlington beigesetzt.